# 台灣運動暨休閒產業展覽會
台灣運動暨休閒產業展覽會（Taiwan Sports Recreation & Leisure Show，簡稱Leisure Taiwan）是中華民國對外貿易發展協會受中華民國經濟部委託，首度於2007年舉辦之內銷體育產業展覽，與每年四月定期舉行的台北國際體育用品展覽會不同的是，此項展覽是以一般民眾做為主要的對象，因此有開放民眾購票參觀，讓一般民眾可以藉由展覽來了解台灣的體育運動與休閒產業發展的趨勢。
這項展覽除了安排主題館展示，同時也會舉行相關的研討會，另外在主舞台區會不定時安排表演節目，讓參觀者進行觀摩。

## 緣起

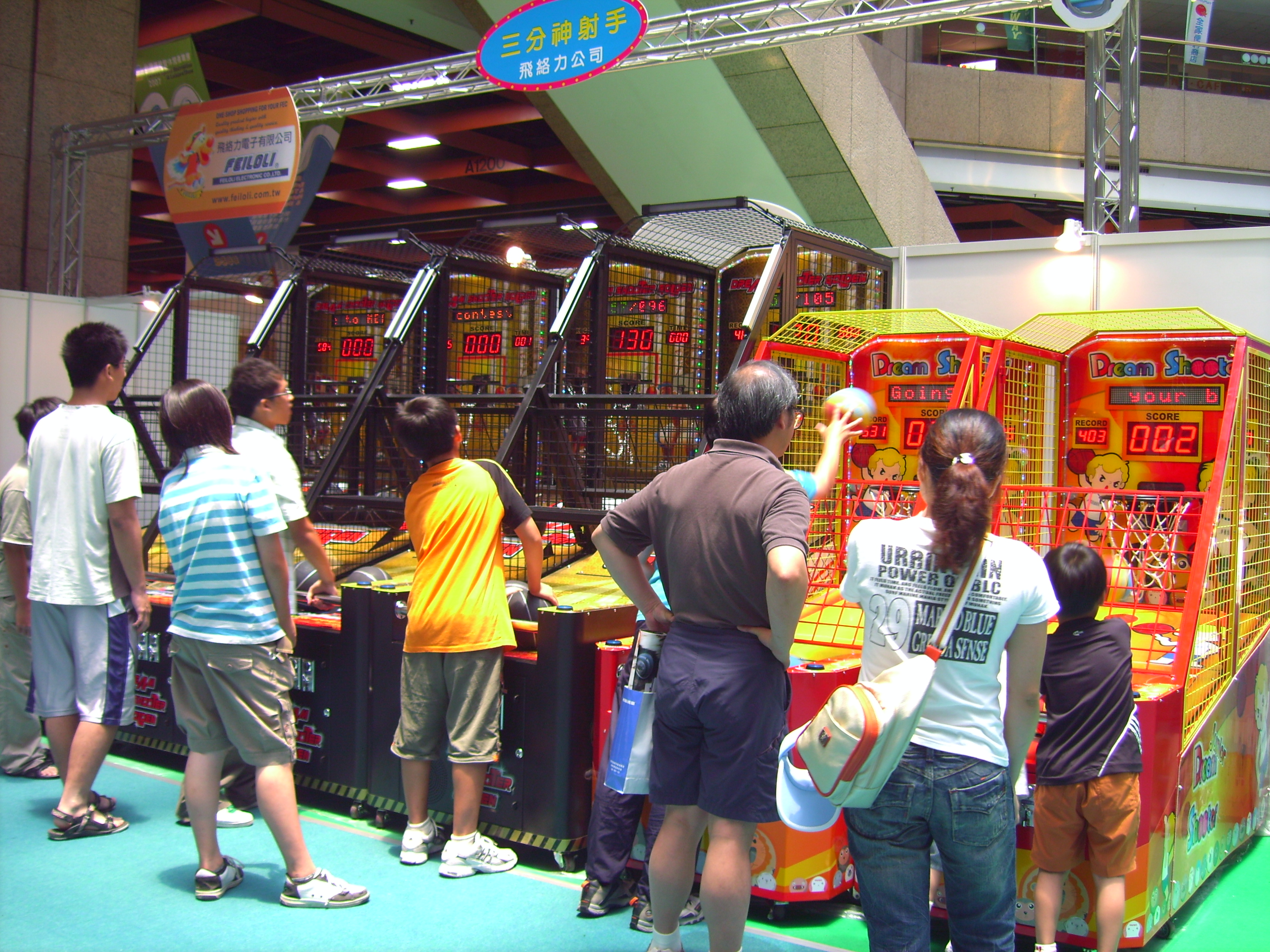
台灣民眾消費在休閒遊樂的能力十分可觀

台灣的休閒產業，在20世紀有著經濟發展的重要角色，有人類就有休閒產業，有閒暇、有成本，就可以參與，包括觀賞、投入體育或休閒相關活動，這加速了休閒產業的蓬勃發展，也讓休閒產業在21世紀成為一大主流。
但是，在產業過於廣泛的情況下，一般民眾對於休閒的認知或瞭解，仍處在模糊地帶，因為休閒產業和其他如教育、健康、文化、藝術等產業，也有相當的連結，藉由這項展覽的辦理，即可讓民眾了解真正休閒產業的主要發展目標，
並將健康、愉悅、美感、家庭、自由等五大元素與現今熱門的樂活話題做結合，以促進國內運動暨休閒育樂產業的發展，進而將產業國際化。

## 展區設計

### 主題館

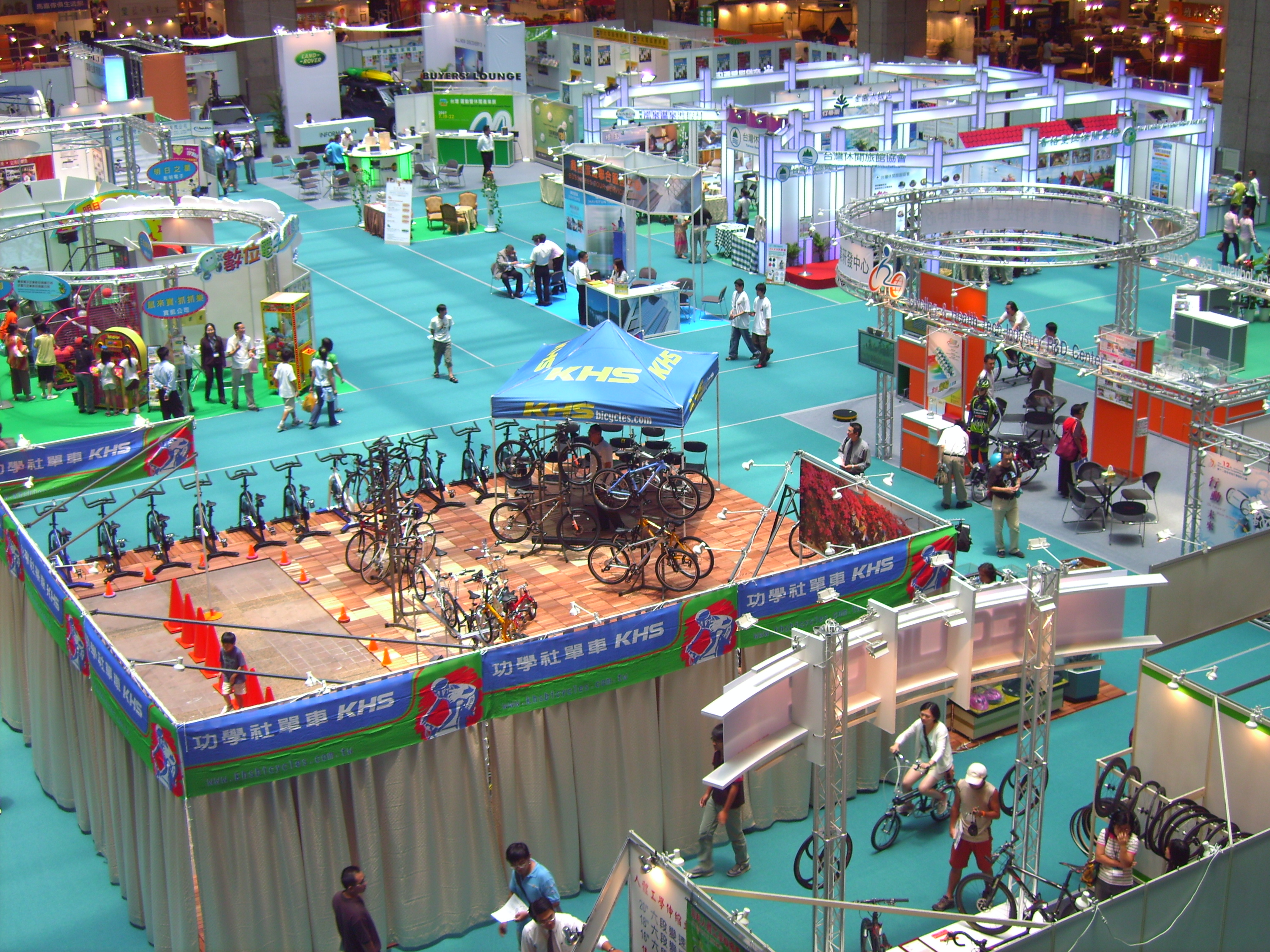
以自行車為主的休閒活動，廣受一般民眾的歡迎。

- 運動嘉年華主題館：行政院體育委員會委由中華民國體育運動總會規劃執行的主題館，包含主要的單項運動協會、高雄世界運動會與台北聽障奧運會的相關單位，皆率團參展，內容以推展各單項運動與大型運動賽會為主。
- 縣市政府館：將地方的觀光與休閒產業推展到民間的一個主題館，主要以各政府機關推展運動休閒產業成果為展示的內容，包含台北縣市、高雄市、台中縣市等皆有參展。
- 數位電子娛樂館：台灣區電子遊戲機協會策劃的主題館，展出內容多以休閒娛樂遊戲機、大型電玩機台為主，當中亦包括夾娃娃、投藍機、足球機等，是台灣電子遊戲產業展的一項延伸，主要以推動健康電子遊戲為基礎，其中以松永光電科技公司的展示為最大宗，包含投幣式Wii等休閒娛樂機台[2]。
- 台灣館：展示台灣地區山林運動成果，除了各地的山岳協會，在主題館區也有展示山岳與健行相關配備，並且規畫主題講座，讓參觀者可以更了解台灣的山林運動。
- 單車休閒館：台灣素有「自行車王國」之美稱，自行車產業更是世界知名，因此，包含捷安特、功學社等大廠商，以及本土中游廠商，皆有展示各類的自行車整車與相關配件；另外，紡織綜合研究所與自行車暨健康科技工業研究發展中心，也以主題攤位的方式，展示產業相關的解決方案[3]。
- 觀光工廠館：大黑松小倆口與郵政博物館承租的攤位，以傳統民俗特色作為展示主題。
- 保健旅遊館：邀請台灣各知名醫療院所，針對健康、休閒、醫療進行整合式的展覽，並以產業解決方案與國際活動成果作為展示主題，而該主題區是唯一有設置進場管制的區域，一般民眾只有在假日時才能進入該區進行參觀[4]。
- 商務旅遊館：由台灣旅遊觀光協會主導的展區，參展廠商包含亞太會館與其他民宿相關業者等，以旅遊作為展覽主題。

### 銷售館

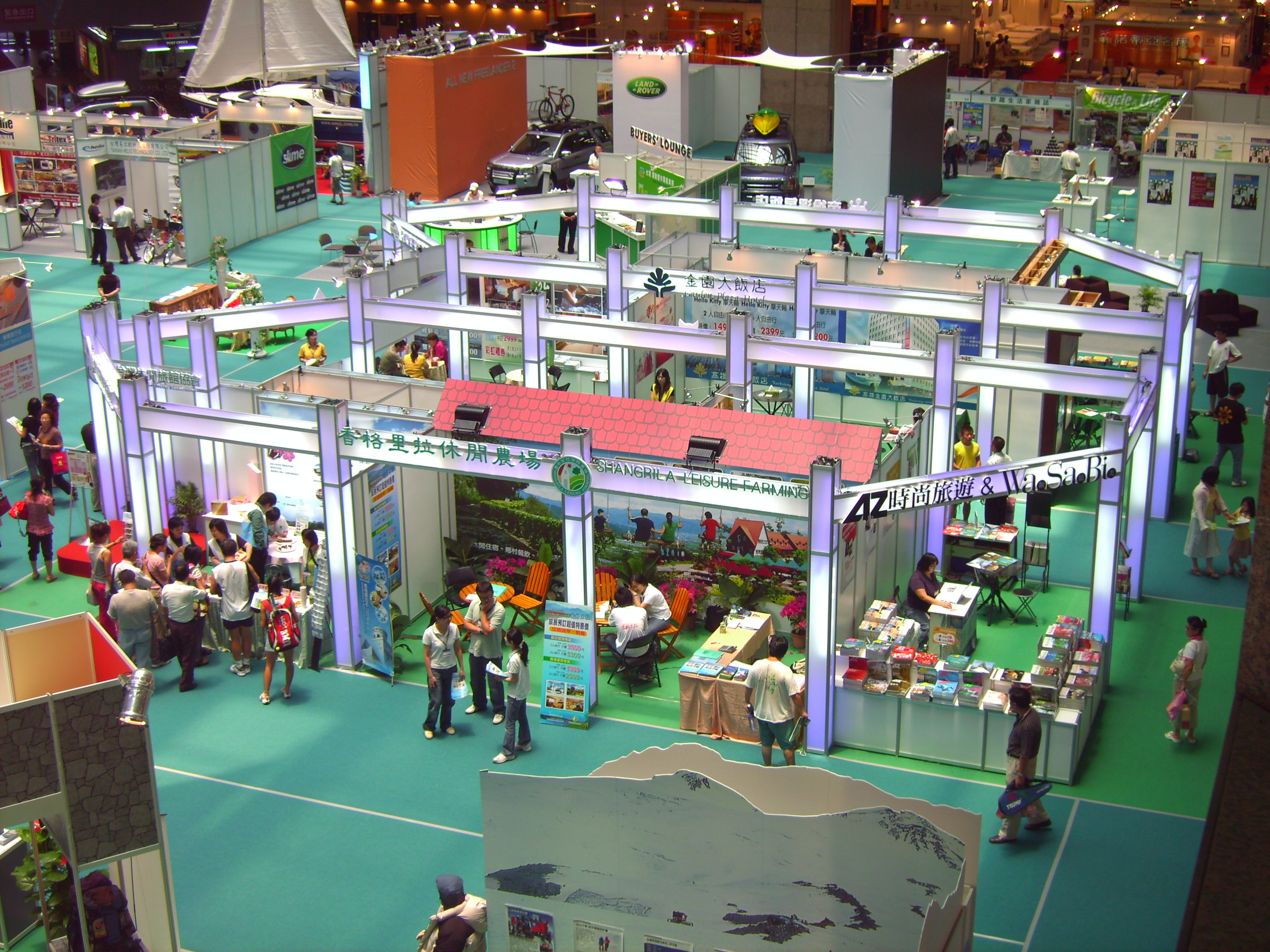
休閒產業的重要性，可以從旅遊觀光產業略見一二。

- 休閒旅館暨住宿區：商務旅遊館的一項延伸，廠商多以旅館業者與遊憩業者為主。
- 休閒運動裝備／服飾區：台北國際體育用品展的延伸，以展示休閒運動相關之零配件為主的展區。
- 休閒交通工具區：休旅車是此項展售區的主軸，參展者大多為台灣代理廠商。[5]

### 其他
- 媒體區：展示廠商多以休閒產業相關之雜誌業者為主，包含單車誌等廠商皆有參展。
- 應用展宣傳區：主辦單位為考量到台北電腦應用展將在近期舉行，而設置的宣傳專區，讓參與的民眾在展覽期間也可以獲得應用展與其他展覽的相關資訊。
- 買主休息區：專為國際買主設計的休息區域，每逢主辦單位進行台北國際專業展的任何一項展覽時都會安排。

## 活動安排

### 研討會

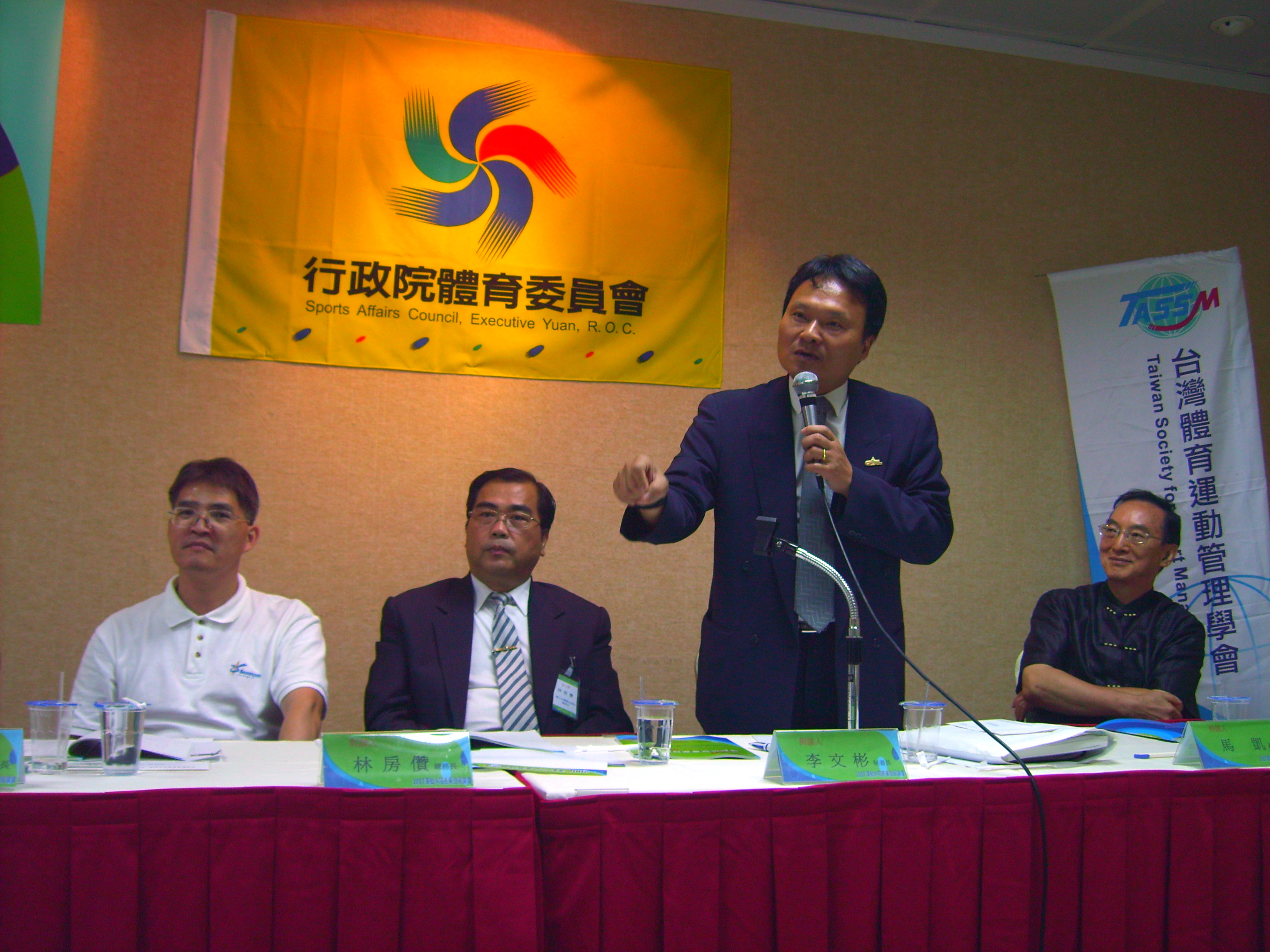
運動休閒產業發展論壇

依照性質不同，分成以下三類論壇與研討會來進行：
1. 運動休閒產業發展論壇：於展覽前先行辦理的論壇，邀請體育界之菁英與政府機關、公協會之高層進行對話，主題分為「運動休閒人口擴增計劃」、「運動賽會與城市發展」[7]。
2. 樂活產業論壇：是因應休閒產業的「樂活」走向，而舉辦之一日論壇活動，邀請各國參與樂活相關話題之雜誌編輯進行對話討論。
3. 醫療產業論壇：配合醫療主題館而舉辦之論壇活動，會中以其他國家之經驗交流，做為主題，並討論異業結合的可能性。

### 主舞台區
除了開幕第一日上午的開幕典禮以外，其餘時間皆邀請參展商與主題館廠商，舉辦舞台活動，與參觀者進行互動，另外，在舞台區旁邊，有設置攀岩示範區，但該項攀岩教學用之岩壁僅為展示用，只有在山岳休閒館舉辦舞台活動時，才有開放參觀者體驗攀岩運動。

## 資料來源

### 主要
1. (PDF). 中華民國對外貿易發展協會. 2007年7月19日  [2007年7月27日]. （原始内容 (PDF)存档于2007年9月28日）.（此項資料之實體版本，僅提供給媒體記者）

### 次要
1. ↑  . 中華民國對外貿易發展協會. 2007年6月11日  [2007年7月27日]. （原始内容存档于2007年9月28日）.
2. ↑  賴世榮. . 商業情報 (經濟日報). 2007年7月26日: D2.
3. ↑  林志鴻. . 工商活動 (經濟日報). 2007年7月13日: B10.
4. ↑  施靜茹. . 健康 (聯合報). 2007年7月13日: E4  [2007年7月26日].[永久]
5. ↑  陳信榮. . 上市櫃公司 (經濟日報). 2007年7月21日: B5  [2007年7月26日]. （原始内容存档于2012年9月18日）.
6. ↑  . 活動資訊 (工商時報). 2007年7月20日: B6.
7. ↑  楊俊斌. . 運動新聞 (中國時報). 2007年7月18日: D8  [2007年7月26日]. （原始内容存档于2007年8月5日）.

## 外部連結
- 台灣體育運動管理學會（繁體中文）
- 2007年樂活產業論壇官方網站（繁體中文）